# Bradysia floribunda
Bradysia floribunda är en tvåvingeart som beskrevs av Werner Mohrig 2003. Bradysia floribunda ingår i släktet Bradysia och familjen sorgmyggor.
Artens utbredningsområde är Costa Rica. Inga underarter finns listade i Catalogue of Life.